# Marienplatz (Freising)
Marienplatz (česky Mariánské náměstí) je centrální náměstí v bavorském městě Freising v Německu. Uprostřed se nachází mariánský sloup.
Náměstí protíná na jihu Hauptstraße, která vede skrz celé městské jádro. Marienplatz je v jejím středu a dělí ji na Obere Hauptstraße a Untere Hauptstraße. Dříve byl úsek mezi náměstím a dnešní Bahnhofstraße nazýván Mittlere Hauptstraße. Směrem na sever se povrch náměstí trochu zvedá.

22. května 996 bylo freisinským biskupům propůjčena právo trní, mincovní a celní. Biskupství zřídilo na náměstí pravidelné trhy a městskou sýpku v radnici. I dnes se na náměstí konají trhy, ve středu od 7 do 12 hodin a v sobotu od 8 do 13 hodin.

Náměstí se zprvu jmenovala Schrannenplatz, v roce 1810 bylo přejmenována na Hauptplatz. Dnes nese název po mariánském sloupu, který v jeho středu stojí.

Na náměstí se nachází radnice, východní strana kostela sv. Jiří, gotická Alte Hauptwache z přelomu 15. a 16. století, bývalý pivovar Laubenbräu (dnes hostinec), klasicistní Geislerhaus, Bankovní dům Ludwig Sperrer a budova knížecího-biskupského lycea.

## Galerie

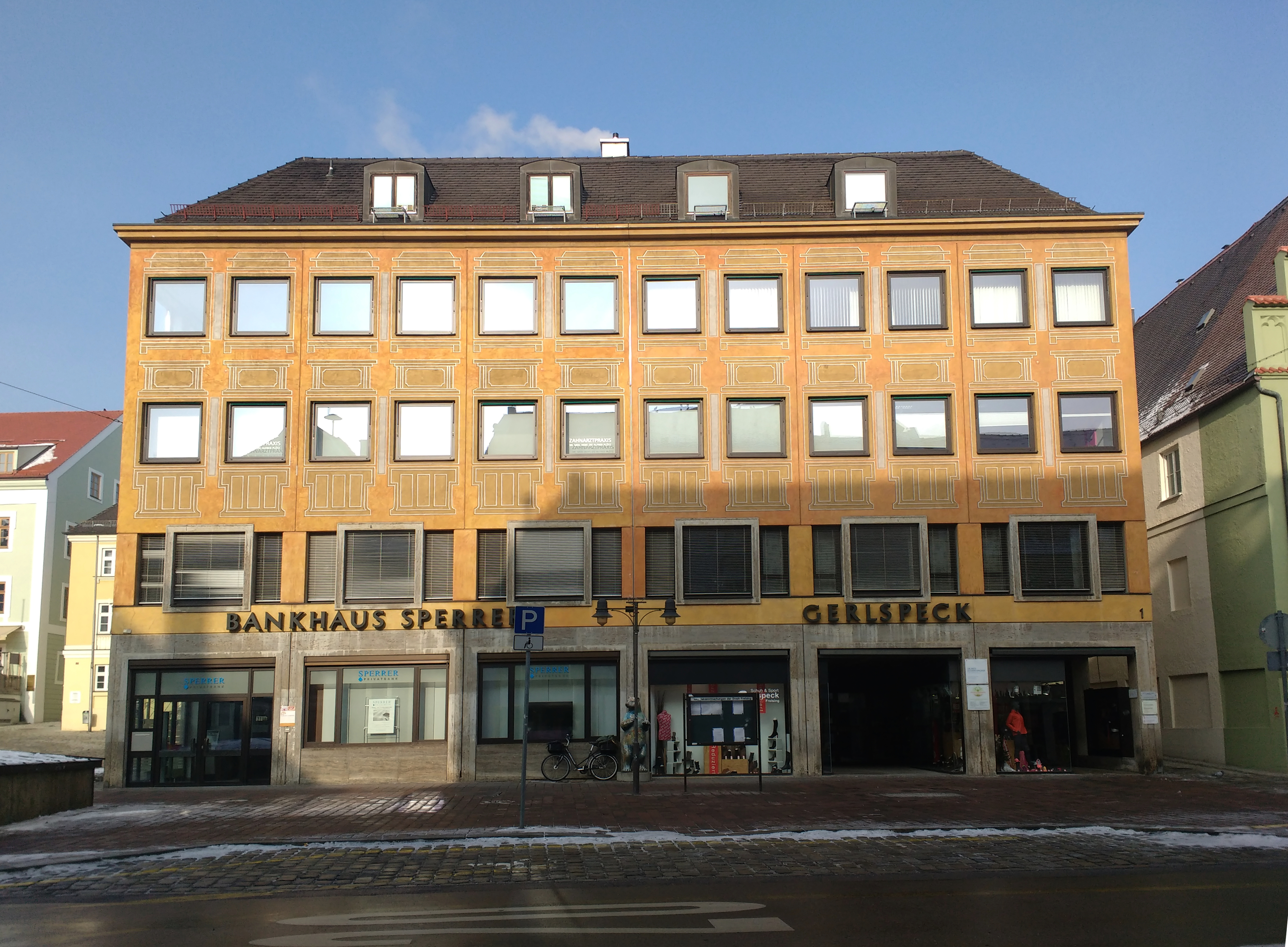
Bankovní dům Ludwig Sperrer
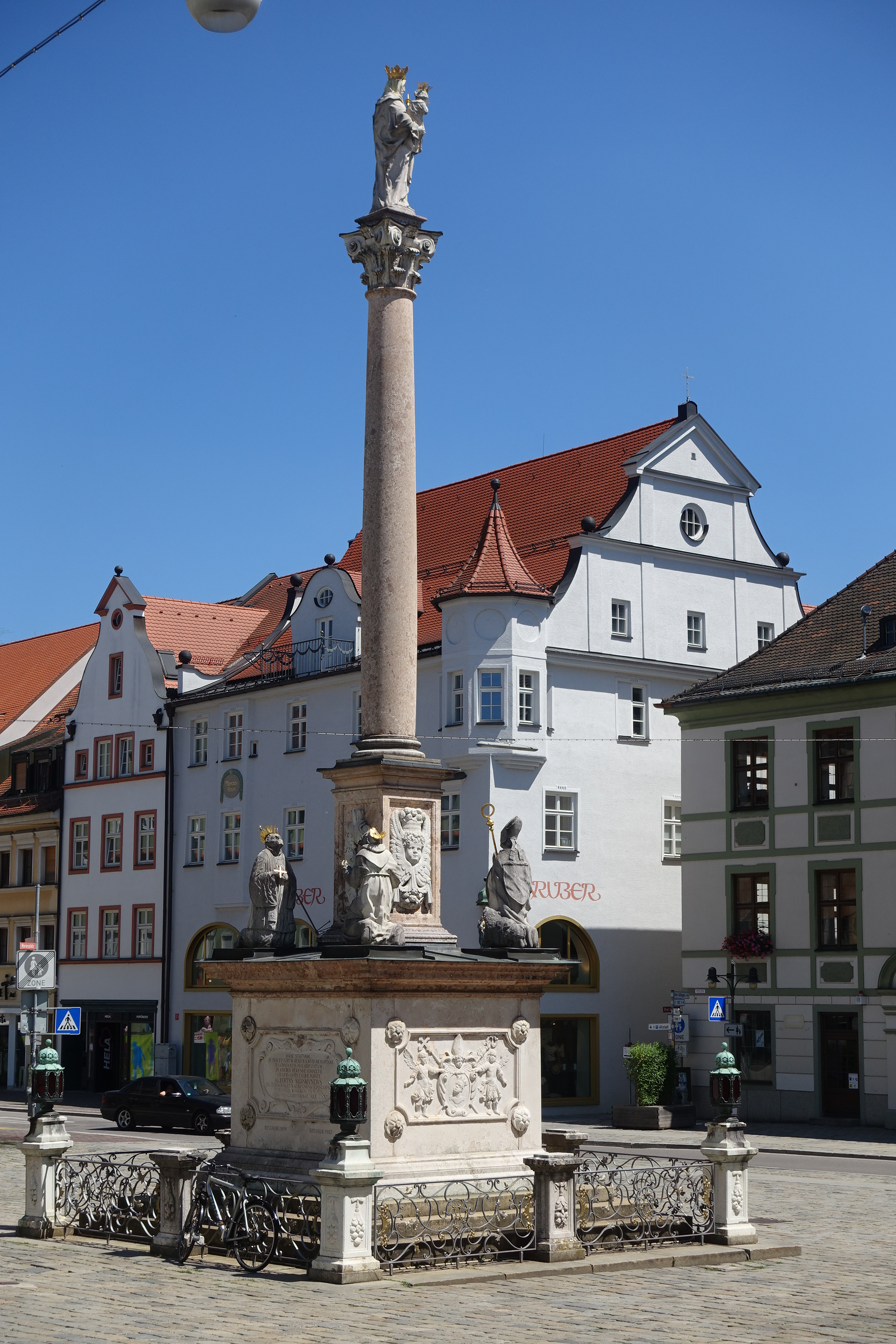
Mariánský sloup
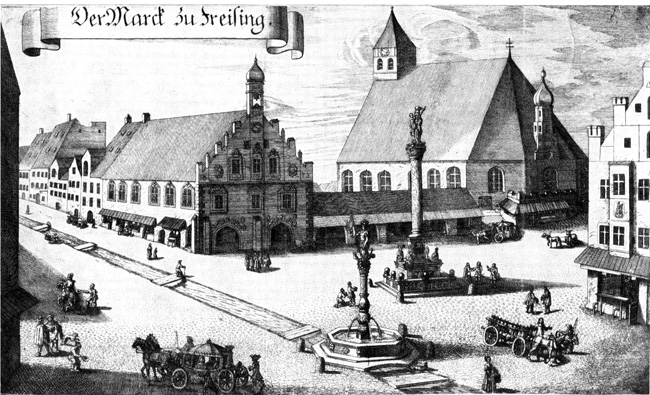
Pohled z roku 1681
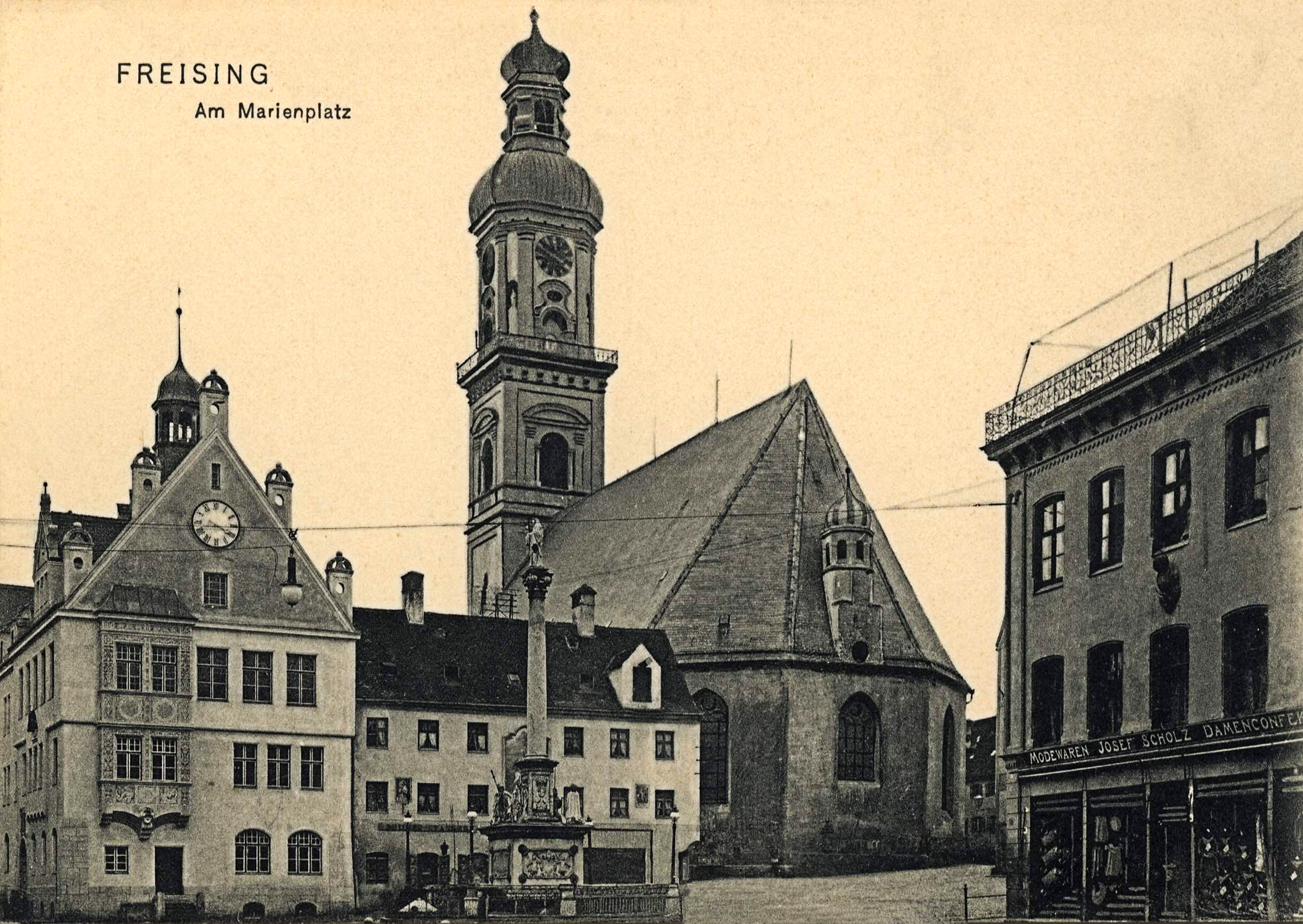
Pohled z roku 1900